# دشت‌گون

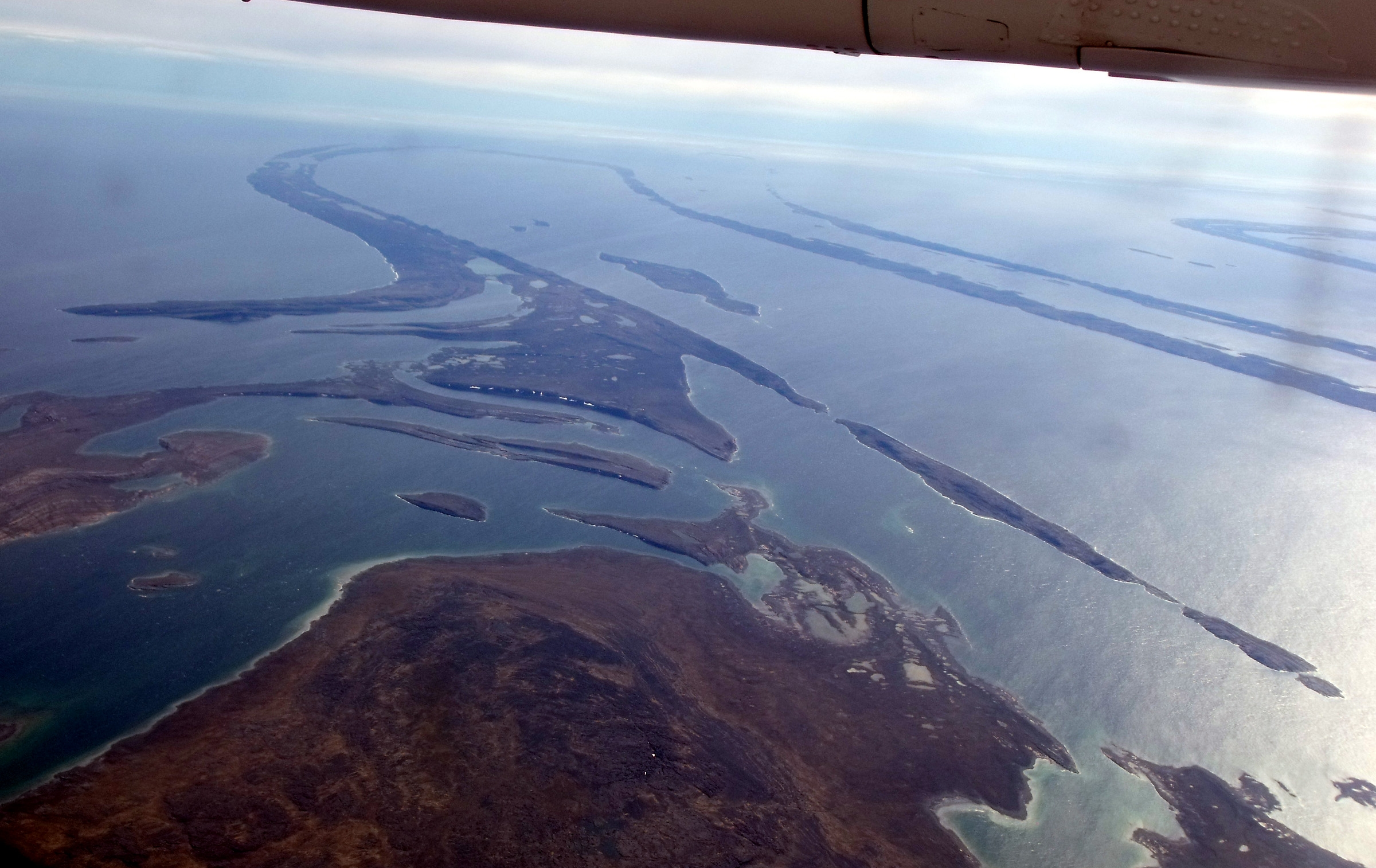
تصویر هوایی از یک دشتگون نسبتاً هموار و غرق‌شده در جزایر بلچر در خلیج هودسون در کانادا. توجه کنید که دشتگون در امتداد محور چندین چین (زمین‌شناسی) بریده شده است.

دشت‌گون یا پنه‌پلین (به انگلیسی: Peneplain) سطحی وسیع است که ناهمواری‌های آن اختلاف چندانی ندارند و شبیه جلگه است؛ بنابراین می‌توان گفت که یک دشت‌گون مجموعه‌ای از خط‌القعرها و میاناب‌ها است که در آب و هوای معتدل، دامنه‌های خود را با شیب محدود حفظ می‌کنند. در یک دشت‌گون خط‌القعرها نیز تا حد ممکن توپوگرافی مسطحی را نشان می‌دهند، چرا که به وسیله پوششی از آبرفتها اشغال می‌گردند ولی با این حال درجه شیب طولی آن‌ها هرگز به صفر نمی‌رسد.
سنگ‌هایی که مقاومت متوسط دارند، چنانچه در روند فرسایش حادثه‌ای رخ ندهد، ناهمواری‌ها به زمین‌های مسطحی تبدیل می‌گردند که اختلاف سطح چندانی در آن‌ها مشاهده نمی‌گردد و به آن دشت‌گون می‌گویند. مدت زمانی که منطقه به دشت‌گون تبدیل می‌گردد، ممکن است به چند میلیون سال برسد. اصطلاح دشت‌گون نخستین بار در سال ۱۸۸۹ به‌وسیله ویلیام موریس دیویس در مورد چرخه فرسایش مورد استفاده قرار گرفت و به عقیده وی دشت‌گون پدیده‌ای در مرحله نهایی از تحول ناهمواری‌هاست که به علت ادامه فرسایش در طول زمان‌های طولانی در یک محل و فرسودگی ارتفاعات و ناهمواری‌ها پدید می‌آید.